# Huêtre
Huêtre ist eine französische Gemeinde mit 282 Einwohnern (Stand: 1. Januar 2022) im Département Loiret in der Region Centre-Val de Loire. Sie gehört zum Arrondissement Orléans und zum Kanton Meung-sur-Loire. Die Einwohner werden Huêtrais genannt.

## Geographie und Verkehr
Huêtre liegt etwa 15 Kilometer nordnordwestlich von Orléans. Umgeben wird Huêtre von den Nachbargemeinden Sougy im Norden, Chevilly im Osten, Gidy im Süden und Südosten, Bricy im Süden und Südwesten sowie Coinces im Westen.

## Einwohnerentwicklung
| 1962                       | 1968 | 1975 | 1982 | 1990 | 1999 | 2006 | 2018 |
| -------------------------- | ---- | ---- | ---- | ---- | ---- | ---- | ---- |
| 244                        | 222  | 216  | 162  | 179  | 199  | 207  | 284  |
| Quellen: Cassini und INSEE |      |      |      |      |      |      |      |

## Sehenswürdigkeiten
- Kirche aus dem 18. Jahrhundert, Monument historique seit 1968